# Bitten
Bitten è una serie televisiva canadese trasmessa dall'11 gennaio 2014 su Space, basata sull'omonimo romanzo della serie di libri Women of the Otherworld di Kelley Armstrong.
Il 22 maggio 2015 è stata rinnovata per una terza ed ultima stagione, la cui messa in onda si è conclusa il 15 aprile 2016.
In Italia, le tre stagioni sono state pubblicate in esclusiva sulla piattaforma di trasmissione televisiva online TIMvision, a partire da settembre 2015.

## Trama
Toronto. Elena Michaels è un lupo mannaro, l'unica femmina esistente, che cerca di vivere una vita normale con il suo fidanzato umano Philip McAdams.
Una sera i due sono a letto, ma Elena non riesce a resistere allo stimolo di trasformarsi, così scappa via e si trasforma.
Poco dopo una ragazza viene uccisa da un lupo.
Elena in realtà fa parte di un branco insieme a Clay, Peter, Logan, Jeremy che è l'Alfa e altri due beta.
Jeremy, venuto a conoscenza dell'accaduto chiama il branco.
Tutti rispondono tranne Elena, che vuole avere una vita normale senza tutte queste preoccupazioni, ma viene successivamente convinta da Logan.
Così i due fingono di avere una cugina in fin di vita e partono.

## Episodi
| Stagione         | Episodi | Prima TV originale | Pubblicazione Italia |
| ---------------- | ------- | ------------------ | -------------------- |
| Prima stagione   | 13      | 2014               | 2015                 |
| Seconda stagione | 10      | 2015               | 2015                 |
| Terza stagione   | 10      | 2016               | 2016                 |

## Personaggi e interpreti

### Principali
- Elena Michaels, interpretata da Laura Vandervoort, doppiata da Roberta Maraini.
- Clayton Danvers, interpretato da Greyston Holt, doppiato da Maurizio Merluzzo.
- Jeremy Danvers, interpretato da Greg Bryk, doppiato da Luca Ghignone.
- Philip McAdams, interpretato da Paul Greene, doppiato da Walter Rivetti.
- Nick Sorrentino, interpretato da Steve Lund, doppiato da Andrea Beltramo.
- Logan Jonsen, interpretato da Micahel Xavier, doppiato da Osmar M. Santucho.
- Rachel Sutton, interpretata da Genelle Williams, doppiata da Chiara Francese.
- Paige Winterbourne, interpretata da Tommie-Amber Pirie.

### Ricorrenti
- Antonio Sorrentino, interpretato da Paulino Nunes, doppiato da Maurizio Di Girolamo.
- Daniel Santos, interpretato da Michael Luckett, doppiato da Davide Albano.
- Malcolm Danvers/James Williams, interpretato da James McGowan, doppiato da Gianni Gaude.
- Zachary Cain, interpretato da Noah Danby, doppiato da Dario Oppido.
- Karl Marsten, interpretato da Pascal Langdale, doppiato da Roberto Accornero.
- Sceriffo Karen Morgan, interpretata da Fiona Highet, doppiata da Francesca Vettori.
- Diane McAdams, interpretata da Natalie Brown, doppiata da Bianca Meda.
- Scott Brandon, interpretato da Marc Bendavid, doppiato da Luca Sbaragli.
- Ruth Winterbourne, interpretata da Tammy Isbell.
- Aleister, interpretato da Sean Rogerson.
- Savannah Levine, interpretata da Kiara Glasco, doppiata da Martina Tamburello.
- Roman Navikev, interpretato da Daniel Kash.
- Sasha Antonov, interpretato da John Ralston.
- Katia Antonov, interpretata da Sofia Banzhaf, doppiata da Martina Tamburello.
- Alexei Antonov, interpretato da Alex Ozerov, doppiato da Alessandro Germano.